# ODESSA
ODESSA (нем. «Organisation der ehemaligen SS-Angehörigen», «Организация бывших членов СС») — название, часто употребляющееся для обозначения международной нацистской организации-сети, основанной после Второй мировой войны бывшими членами СС; фактически Общество взаимопомощи бывших членов войск СС (нем. Hilfsgemeinschaft auf Gegenseitigkeit der Angehörigen der ehemaligen Waffen-SS (HIAG)).
Целью группы являлось установление связи и увод от преследования (в том числе, путём направления в другие страны и на другие континенты) бывших эсэсовцев, объявленных в розыск органами правопорядка. В основном члены ODESSA стремились покинуть Германию уехав в страны арабского Востока или Латинской Америки. Связи группы распространялись на такие страны, как Аргентина, Египет, Бразилия, Германия, Италия, Швейцария и Ватикан, члены группы действовали в Буэнос-Айресе и помогли Адольфу Эйхману, Йозефу Менгеле, Эриху Прибке, Ариберту Хайму, Эдуарду Рошманну и многим другим членам СС найти своё убежище.
Оберштурмбаннфюрер СС Отто Скорцени и некоторые другие известные нацисты подозревались в связях с этой организацией, но связь так и не была доказана.

## Цели организации
- реабилитировать бывших эсэсовцев
- устраивать их на работу в новой Федеративной республике, созданной союзниками в 1949 году
- проникать хотя бы в низшие круги политических партий
- нанимать лучших адвокатов для попавших под суд эсэсовцев и по возможности затруднять судебное разбирательство
- помогать бывшим эсэсовцам закрепляться в торговле или промышленности, чтобы пожинать плоды послевоенного экономического чуда в Западной Германии после войны
- склонить германский народ к мысли, что члены СС были такими же патриотами, как и все немцы, выполняли приказы отечества и ни в коей мере не заслуживают нападок, которые на них обрушивают правосудие и общественное мнение.

## История создания

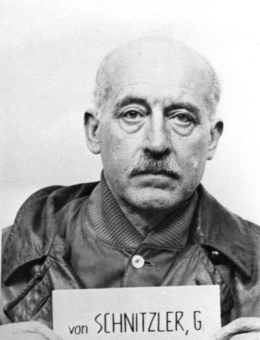
Шницлер, Георг фон

В 1944 году стало очевидно, что ход войны изменился не в пользу Германии. 10 августа 1944 года в Страсбургском отеле «Maison Rouge» прошёл тайный сбор крупнейших немецких промышленников и банкиров. Они должны были разработать тактику обеспечения безопасного будущего для нацистов. Среди участников встречи были — банкир Курт фон Шрёдер, угольный магнат Эмиль Кирдорф, Георг фон Шницлер из IG Farben, Густав Крупп фон Болен унд Гальбах и стальной магнат Фриц Тиссен.
Участники встречи понимали, что активы Германии попадут в руки быстро приближающегося противника, если их не обезопасить. Было принято решение вывезти средства так, чтобы затем их можно было использовать для будущего движения по строительству нового Рейха. Кроме того, ведущие нацистские деятели желали избежать ответственности за свои преступления и искали безопасные убежища за пределами Германии.
Результатом Страсбургской встречи стало зарождение хорошо финансируемой организации, целью которой была помощь в уходе от правосудия. Эта организация получила название «Organization Der Ehemaligen SS-Angehörigen» (с нем. — «Организация бывших членов СС»), известное под аббревиатурой ODESSA.

## Деятельность
После окончания войны лишь часть верхушки нацистов попала под суд. Многие деятели, особенно более низкого ранга, сумели бежать или сменить личности, чтобы продолжить существовать на территории Германии. Многим из них помогла именно ODESSA. Тайная сеть под названием «Паук» (нем. Die Spinne) обеспечивала беглецов фальшивыми документами и паспортами, средствами и контактами. Это позволяло им пересекать неохраняемые швейцарские границы. Прибыв в Швейцарию, они быстро перебирались в Италию, пользуясь так называемым «Монастырским маршрутом». Римские католические священники, в основном францисканцы, помогали ODESSA переправлять беглецов из монастыря в монастырь до Рима. По свидетельству Симона Визенталя один из францисканских монастырей (итал. Via Sicilia) в Риме фактически стал транзитной станцией для нацистов. Это стало возможным благодаря епископу из Граца, которого звали Алоис Худаль. Уже в Италии беглецы оказывались в безопасности, но и из Италии многие разъезжались по всему миру.
Маршруты, которыми бежали военные преступники назывались «крысиными тропами». Они пролегали через Италию, Испанию, а также через Данию и Швецию.
Некоторые государства, вероятно, не имели информации о прошлом новых иммигрантов, многие же знавшие решили не обращать на это внимание. Некоторые страны, включая Соединённые Штаты Америки и СССР, стремились воспользоваться знаниями нацистов (см. Операция «Скрепка», немецкие специалисты в СССР). Фашистские государства, например, Франкистская Испания, и страны Южной Америки, стали и вовсе безопасными прибежищами. Создание после Второй мировой войны государства Израиль подтолкнуло некоторые арабские страны приветствовать нацистов, разделявших их ненависть к евреям.
Адольф Эйхман был одним из самых известных нацистов, скрывшихся из Германии благодаря ODESSA. Но и он в конце концов был схвачен в Южной Америке специальными службами Израиля и доставлен в Израиль для суда.

## Нацисты в Аргентине
ODESSA помогла скрыться в Южной Америке не только Эйхману, но и другим известным нацистским преступникам и массовым убийцам, например, Йозефу Швамбергеру, Эрику Прибке и Йозефу Менгеле. Благодаря ODESSA около 280 нацистских преступников и их пособников смогли найти убежище в Аргентине.
О деятельности ODESSA в Аргентине рассказывает аргентинский писатель Уки Гони в своей книге «Odessa: Die wahre Geschichte» (с нем. — «Одесса: Правдивая история»). В 1938 году дед Гони был аргентинским дипломатом, исполнявшим секретный приказ правительства о невыдаче виз евреям в целях прекращения их ранее беспрепятственной иммиграции в Аргентину.
В 1946 году должность президента Аргентины занял Хуан Доминго Перон, симпатизировавший нацистской Германии. В 1945 году на него произвёл сильное впечатление Нюрнбергский процесс, нарушивший его внутренние представления о кодексе воинской чести. Поэтому он принял решение спасти как можно большее количество нацистов от суда союзников.
Обычно всю вину за становление Аргентины главным убежищем для нацистских преступников сваливают на Перона, но к моменту его прихода к власти в стране уже скрывались многие немецкие нацисты. Потому что и кроме Перона в Аргентине было множество чиновников и военных, которые разделяли идеи национал-социализма. Большая часть многочисленной немецкой общины этой страны симпатизировала Гитлеру. Хорошие отношения между Аргентиной и нацистской Германией начались в 1930-х годах. При поддержке Аргентины нацисты наладили свою шпионскую сеть, которая функционировала во всей Латинской Америке. В итоге Аргентина объявила войну Германии только в марте 1945 года под давлением союзников.
Отношения двух стран могут охарактеризовать два события. 10 апреля 1938 года на стадионе Луна Парк в Буэнос-Айресе состоялось самое массовое за пределами Германии мероприятие в поддержку гитлеровского режима: на митинг, посвящённый аннексии Австрии собрались десятки тысяч человек, славивших фюрера и выбрасывавших руки в нацистском приветствии. В октябре 1939 года военный атташе Аргентины полковник Спиндола встречался с высшими немецкими офицерами в связи с выпуском первой подготовленной в Германии группы аргентинских военных, в том числе лётчиков; в соответствующем документе говорится о тесных дружбе и связях, о благодарности Аргентины за поставки оборудования по производству взрывчатки и пороха.
Писатель и журналист Абель Басти утверждает, что дружеские отношения и лоббистские настроения не вдруг возникли в Аргентине, им предшествовали длительные и сознательные усилия германской стороны. Басти полагает, что немцы ещё задолго до Второй Мировой войны уже желали обосноваться в Аргентине, следуя своим экономическим интересам. А в ходе войны появилась идея в случае поражения использовать Аргентину в качестве запасной площадки. Особый интерес для немцев представляла западная Патагония, отдалённость и малонаселённость которой делали из неё хорошее место для укрытия, а ландшафт и климат имели большое сходство с Баварскими Альпами.
После поражения нацистской Германии основным убежищем беглецов в Аргентине и популярным местом для посещения теми, кто укрывался в других государствах, становится столица Патагонии — Барилоче. Например, есть информация, что в поисках бывших соратников её посещал работавший советником Перона, проживавший в Испании Отто Cкорцени, считавшийся главным гитлеровским диверсантом.

## ODESSA в искусстве
В 1974 году вышел художественный фильм «Досье ОДЕССА», поставленный по одноимённой книге Фредерика Форсайта.